# The Fear Woman
The Fear Woman es una película dramática muda estadounidense perdida de 1919 producida y distribuida por Goldwyn Pictures y protagonizada por Pauline Frederick.
Parte del rodaje tuvo lugar en Berkeley, California.

## Trama
Como se describe en una revista de cine, debido a que su padre le advierte que el alcoholismo es un rasgo heredado por los Winthrop durante cuatro generaciones, Helen Winthrop (Frederick) rompe su compromiso con Robert Craig (Sills) por temor a tener hijos. al mundo que están predispuestos a la embriaguez. Se separan y Helen visita a Stella Scarr (Travers), una vieja amiga. Cuando Stella engaña tontamente a su marido Sidney (Northrup), Helen la protege y cae en desgracia. Percy Farwell (Hiers), recién rico, se enamora de ella y su madre (Titus) contrata a Robert para romper su supuesta aventura. Helen finge estar borracha en la cena de compromiso y logra demostrar el amor de Robert por ella. Luego reanudan su compromiso.

## Reparto
- Pauline Frederick como Helen Winthrop
- Milton Sills como Robert Craig
- Walter Hiers como Percy Farwell
- Emmett King como Harrison Winthrop
- Harry Northrup como Sidney Scarr (acreditado como Harry S. Northrup)
- Ernest Pasque como Bruce Terhune
- Beverly Travers como Stella Scarr
- Lydia Yeamans Titus como la Sra. Honorah Farwell